# Stigmochora natalensis
Stigmochora natalensis är en svampart som först beskrevs av Doidge, och fick sitt nu gällande namn av Arx 1962. Stigmochora natalensis ingår i släktet Stigmochora och familjen Phyllachoraceae.   Inga underarter finns listade i Catalogue of Life.